# Antonio Alzamendi
Pour les articles homonymes, voir Casas.
Antonio Alzamendi (nom complet : Antonio Alzamendi Casas), né le 7 juin 1956 à Durazno, est un footballeur uruguayen.
Il jouait au poste d'attaquant, notamment à River Plate et en équipe d'Uruguay dans les années 1980.
Il remporte notamment la Copa Libertadores et la Coupe intercontinentale en 1986 avec River. La même année, il est élu footballeur sud-américain de l'année. Un an plus tard, il gagne la Copa América avec l'Uruguay.

## Biographie

### En club
Antonio Alzamendi joue en Uruguay, en Argentine, au Mexique et en Espagne.
Avec l'équipe de l'Estudiantes Tecos, il dispute 15 matchs en première division mexicaine, marquant deux buts. Avec le club du CD Logroñés, il joue 62 matchs en première division espagnole, inscrivant 15 buts.
En Copa Libertadores, son bilan s'élève à 41 matchs pour 15 buts. Il inscrit trois doublés dans cette compétition : deux doublés contre l'équipe colombienne de Millonarios en 1979, et un autre face au Montevideo Wanderers en 1986. Il remporte cette compétition en 1986, s'imposant contre l'América de Cali en finale.

### En équipe nationale
Antonio Alzamendi reçoit 31 sélections en équipe d'Uruguay entre 1978 et 1990, inscrivant six buts.
Il participe avec l'équipe d'Uruguay à trois Copa América, en 1983, 1987 et 1989. Il remporte cette compétition à deux reprises en 1983 et 1987, et se classe deuxième, derrière le Brésil, en 1989.
Il dispute également deux Coupes du monde, en 1986 et 1990. L'Uruguay atteint à chaque fois les huitièmes de finale, en étant battue par l'Argentine en 1986, puis l'Italie en 1990. Lors du mondial 1986 organisé au Mexique, il inscrit un but contre la RFA.

### Carrière d'entraîneur
Après sa carrière de joueur, il entraîne plusieurs clubs, en Uruguay et au Pérou.

## Palmarès
- Vainqueur de la Copa América en 1983 et 1987 avec l'équipe d'Uruguay
- Deuxième de la Copa América en 1989 avec l'équipe d'Uruguay
- Vainqueur de la Copa Libertadores en 1986 avec River Plate
- Vainqueur de la Coupe intercontinentale en 1986 avec River Plate
- Champion d'Uruguay en 1983 avec le Club Nacional et en 1985 avec le CA Peñarol
- Élu footballeur sud-américain de l'année en 1986